# Bantamvikt i boxning vid olympiska sommarspelen 1984
Resultat från boxning vid olympiska sommarspelen 1984 och herrarnas bantamvikt. De 35 boxarna vägde under 54 kg. Tävlingarna arrangerades i Los Angeles.

## Medaljörer
| Klass      | Guld                      | Silver                | Brons                                   |
| Bantamvikt | Maurizio Stecca · Italien | Héctor López · Mexiko | Pedro Nolasco · Dominikanska republiken |
| Bantamvikt | Maurizio Stecca · Italien | Héctor López · Mexiko | Dale Walters · Kanada                   |

## Resultat

### Första rundan
| Vinnare               | Resultat      | Förlorare            |
| Första rundan         | Första rundan | Första rundan        |
| --------------------- | ------------- | -------------------- |
| Jarmo Eskelinen (FIN) | 5-0           | Yao Gaitor (TOG)     |
| Pedro Nolasco (DOM)   | 4-1           | Ljubiša Simič (YUG)  |
| John Siryakibbe (UGA) | 3-2           | Manuel Vilchez (VEN) |

### Andra rundan
| Vinnare                  | Resultat     | Förlorare               |
| Andra rundan             | Andra rundan | Andra rundan            |
| ------------------------ | ------------ | ----------------------- |
| Pedro Ruben Decima (ARG) | 5-0          | Tshoza Mukuta (ZAI)     |
| Çemal Öner (TUR)         | 4-1          | Bararg Bahtohe (CIV)    |
| Hiroaki Takami (JPN)     | 4-1          | Gamal El-Komy (EGY)     |
| Dale Walters (CAN)       | 5-0          | Mustapha Kouchane (ALG) |
| Joe Orewa (NGR)          | KO-2         | Wangchai Pongsri (THA)  |
| Héctor López (MEX)       | KO-3         | Johnny Assadoma (INA)   |
| Ndaba Dube (ZIM)         | 5-0          | Amon Neequaye (GHA)     |
| Louis Gomis (FRA)        | AB-2         | Stefan Gertel (FRG)     |
| Robinson Pitalua (COL)   | RSC-2        | Hugh Dyer (BIZ)         |
| Ali Khan (PAK)           | 5-0          | Firmin Abbisi (BEN)     |
| Star Zulu (ZAM)          | 5-0          | Gustavo Cruz (DOM)      |
| Maurizio Stecca (ITA)    | 5-0          | Philip Sutcliffe (IRL)  |
| Moon Sung-Kil (KOR)      | AB-3         | John Hyland (GBR)       |
| Robert Shannon (USA)     | 5-0          | Sammy Mwangi (KEN)      |
| Juan Molina (PUR)        | 5-0          | Jarmo Eskelinen (FIN)   |
| Pedro Nolasco (DOM)      | 5-0          | John Siryakibbe (UGA)   |

### Tredje rundan
| Vinnare                  | Resultat      | Förlorare            |
| Tredje rundan            | Tredje rundan | Tredje rundan        |
| ------------------------ | ------------- | -------------------- |
| Pedro Ruben Decima (ARG) | 4-1           | Çemal Öner (TUR)     |
| Dale Walters (CAN)       | 5-0           | Hiroaki Takami (JPN) |
| Héctor López (MEX)       | 4-1           | Joe Orewa (NGR)      |
| Ndaba Dube (ZIM)         | 5-0           | Louis Gomis (FRA)    |
| Robinson Pitalua (COL)   | 5-0           | Ali Khan (PAK)       |
| Maurizio Stecca (ITA)    | 5-0           | Star Zulu (ZAM)      |
| Moon Sung-Kil (KOR)      | RSC-3         | Robert Shannon (USA) |
| Pedro Nolasco (DOM)      | 3-2           | Juan Molina (PUR)    |

### Kvartsfinaler
| Vinnare               | Resultat      | Förlorare                |
| Kvartsfinaler         | Kvartsfinaler | Kvartsfinaler            |
| --------------------- | ------------- | ------------------------ |
| Dale Walters (CAN)    | 5-0           | Pedro Ruben Decima (ARG) |
| Héctor López (MEX)    | 5-0           | Ndaba Dube (ZIM)         |
| Maurizio Stecca (ITA) | 5-0           | Robinson Pitalua (COL)   |
| Pedro Nolasco (DOM)   | RSC-1         | Moon Sung-Kil (KOR)      |

### Semifinaler
| Vinnare               | Resultat    | Förlorare           |
| Semifinaler           | Semifinaler | Semifinaler         |
| --------------------- | ----------- | ------------------- |
| Héctor López (MEX)    | 5-0         | Dale Walters (CAN)  |
| Maurizio Stecca (ITA) | 5-0         | Pedro Nolasco (DOM) |

### Final
| Vinnare               | Resultat | Förlorare          |
| Final                 | Final    | Final              |
| --------------------- | -------- | ------------------ |
| Maurizio Stecca (ITA) | 4-1      | Héctor López (MEX) |